# زنجیره تقاضا
اصطلاح زنجیره تقاضا (به انگلیسی :Demand chain)، در زمینه مدیریت و بازرگانی همراه یا به جای اصطلاح «زنجیره تامین» استفاده شده‌است. به گفته مدهانی زنجیره تقاضا «شامل تمام فرآیندهای تقاضا برای درک، ایجاد و تحریک تقاضای مشتری است».
مارتین کریستوفر، از دانشکده مدیریت کرانفیلد، پیشنهاد کرده‌است که "در حالت ایده آل، زنجیره تامین باید به یک زنجیره تقاضا تبدیل شود"، او توضیح می‌دهد که در حالت مطلوب، لجستیک و پردازش محصول باید "در پاسخ به نیاز شناسایی شده مشتری " رخ دهد.

## مفهوم
واکاوی فعالیت‌های بنگاه به عنوان یک زنجیره مرتبط، روشی آزمایش شده برای آشکارسازی فرصت‌های خلق ارزش است. مایکل پورتر، اقتصاددان از دانشکده بازرگانی هاروارد، پیشگام رویکرد زنجیره ارزش است:
```
 «زنجیره ارزش، بنگاه را به فعالیت‌های مرتبط راهبردی خود تقسیم می‌کند تا هزینه‌ها و منابع موجود تمایز را درک کند». این سازوکار خرد در سطح بنگاه است که 
عرضه و تقاضا
 را در سطح کلان بازار متعادل می‌کند.
```

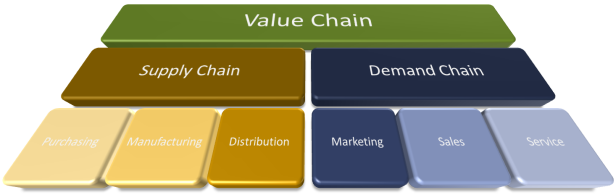
سلسله مراتب زنجیره‌های تأمین

فعالیت‌های اولیه در توزیع، تولید و خرید به‌طور جمعی باعث ایجاد مبحثی به نام مدیریت زنجیره تأمین شد. زنجیره‌های تأمین قدیمی در نتیجه سرمایه‌گذاری در فناوری اطلاعات، تحلیل هزینه و تحلیل فرایند به زنجیره‌های تأمین مدرنِ سریع‌تر، ارزان‌تر و قابل اعتمادتر تبدیل شده‌اند.
فعالیت‌های اولیه در توزیع، تولید و خرید به‌طور جمعی باعث ایجاد مبحثی به نام مدیریت زنجیره تأمین شد. زنجیره‌های تأمین قدیمی در نتیجه سرمایه‌گذاری در فناوری اطلاعات، تحلیل هزینه و تحلیل فرایند به زنجیره‌های تأمین مدرنِ سریع‌تر، ارزان‌تر و قابل اعتمادتر تبدیل شده‌اند.
بازاریابی، فروش و خدمات نیمی دیگر از زنجیره ارزش هستند که به‌طور جمعی تقاضا را هدایت و حفظ می‌کنند و به عنوان «زنجیره تقاضا» شناخته می‌شوند. امروزه علاقه فزاینده ای به تحول زنجیره‌های تقاضا وجود دارد.
بدون همکاری متقابل بازاریابی و مدیریت زنجیره تأمین (SCM)، نمی‌توان انتظار داشت که بنگاه‌ها به‌طور بهینه و سریع به نیازهای مشتریان پاسخ دهند.
به نظر می‌رسد چهار چالش اصلی برای پیشرفت در تبدیل زنجیره‌های تقاضا و سریع تر، و بهتر کردن آنها وجود دارد:
- پیوند زنجیره‌های تأمین به تقاضا
- سیستم‌های اطلاعات زنجیره تقاضا
- مهندسی مجدد فرایند زنجیره تقاضا
- توزیع و بهینه‌سازی منابع زنجیره تقاضا

چالش بهبود ارتباط بین تقاضا و تأمین در سال‌های اخیر بسیاری از متخصصان زنجیره تأمین را به خود مشغول کرده‌است و مفاهیمی مانند «زنجیره تامین مبتنی بر تقاضا» (Demand Driven MRP) و زنجیره تأمین مشتری محور، توجه‌ها را به سوی خود جلب کرده و موضوع کنفرانس‌ها و سمینارها شده‌است.
چالش بهبود ارتباط بین تقاضا و تأمین در سال‌های اخیر بسیاری از متخصصان زنجیره تأمین را به خود مشغول کرده‌است و مفاهیمی مانند «زنجیره تامین مبتنی بر تقاضا» (Demand Driven MRP) و زنجیره تأمین مشتری محور، توجه‌ها را به سوی خود جلب کرده و موضوع کنفرانس‌ها و سمینارها شده‌است.
ویژگی اساسی یک زنجیره تأمین «تقاضا محور» این است که حرکت مواد (یا اجرای دوباره پر کردن) مستقیماً توسط تقاضا آغاز می‌شود؛ بنابراین، آن بخش‌هایی از زنجیره تأمین که مستقیماً به سفارش‌ها پاسخ می‌دهند، مانند «ساخت به سفارش» یا «مجموعه به سفارش»، «تقاضا محور» هستند.
توسعه فناوری اطلاعات زنجیره تقاضا بر بازاریابی پایگاه داده‌ها و سامانه‌های ارتباط با مشتری متمرکز شده‌است. فعالیت‌های محرک تقاضا و هزینه‌های مرتبط هنوز به شیوه‌ای متناقض، عمدتاً در صفحات گسترده ثبت می‌شوند و حتی پس از آن نیز کیفیت اطلاعات ناقص و نادرست است.
با این حال، اخیراً سیستم‌های مدیریت منابع بازاریابی MRM برای برنامه‌ریزی، ردیابی و اندازه‌گیری فعالیت‌ها و هزینه‌ها به‌عنوان بخشی تعبیه‌شده از جریان‌های کاری بازاریابی در دسترس قرار گرفته‌اند.
بودجه‌های زنجیره تقاضا برای بازاریابی، فروش و هزینه‌های خدمات اهمیت دارد. به حداکثر رساندن تأثیر آنها بر ارزش سهامداران به یک هدف مالی مهم برای مدیران تبدیل شده‌است.